# Karin Strempel

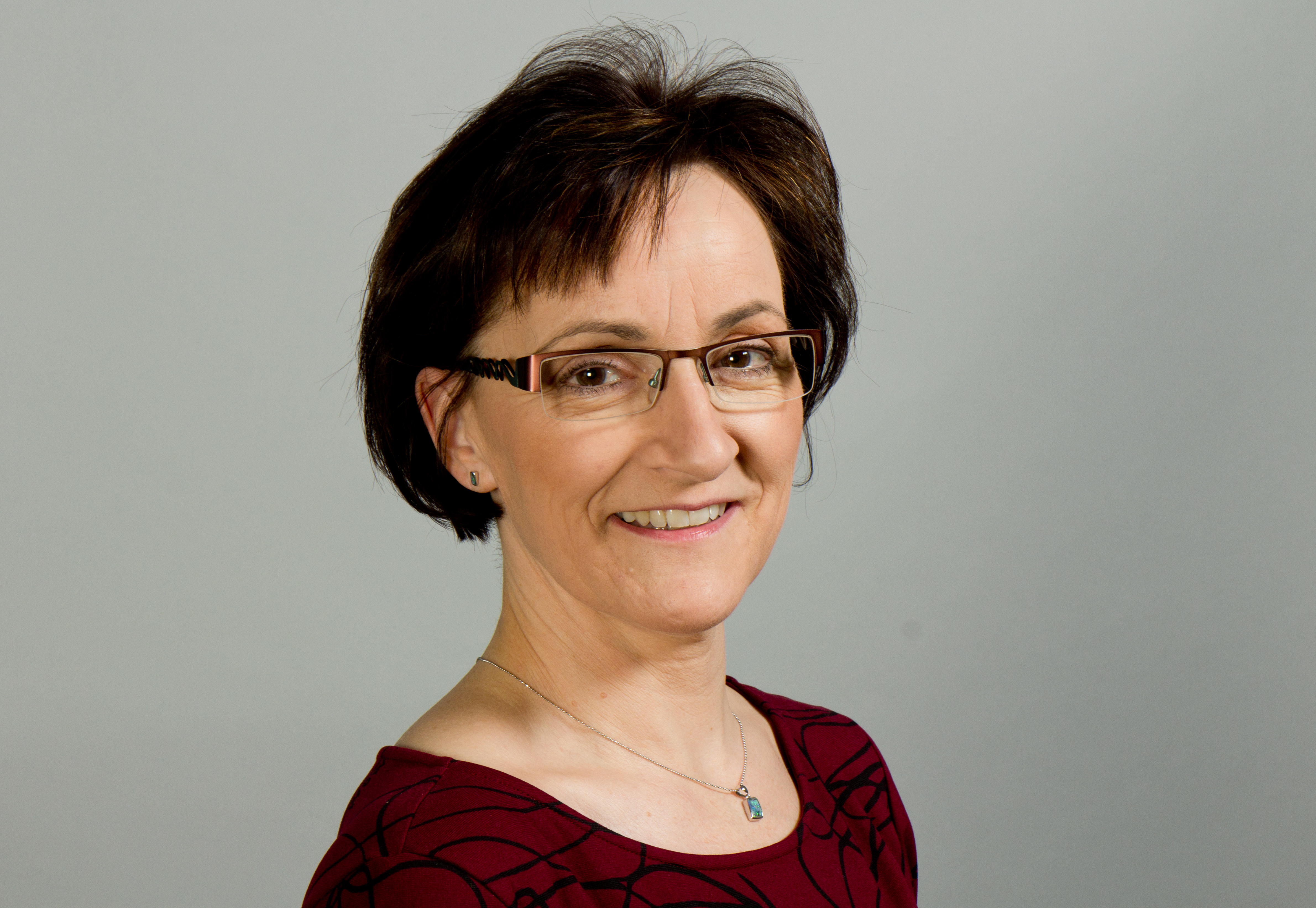
Karin Strempel, 2013

Karin Strempel geb. Schneider (* 27. August 1961 in Meißen) ist eine deutsche Politikerin (DDR-CDU, ab 1990 CDU). Sie war von 1990 bis 2014 Mitglied des Sächsischen Landtags.

## Leben
Nach dem Abitur an der EOS in Meißen 1980 absolvierte Karin Strempel bis 1981 eine Ausbildung zur Fachverkäuferin. Anschließend studierte sie bis 1985 an der Handelshochschule Leipzig. Nach dem Abschluss als Diplom-Ökonomin war sie von 1985 bis 1988 als wissenschaftliche Assistentin an der Handelshochschule Leipzig tätig, dann wechselte sie in die Wirtschaftskontrolle der HO-Bezirksdirektion Dresden. Im Jahr 1989 übernahm Strempel die Position einer Gruppenleiterin für Rechnungsführung und Statistik beim Unternehmen Elbtal-Tiefkühlkost in Lommatzsch. Im Jahr 1990 wechselte sie ins Landratsamt Meißen und war dort Mitarbeiterin im Rechnungsprüfungsamt.
Begleitend zu ihrer Tätigkeit als Landtagsabgeordnete studierte Strempel von 2005 bis 2008 an der Hochschule Magdeburg-Stendal (FH). 2007 schloss sie dort mit dem Abschluss Gesundheitsmanagerin und 2008 mit dem Bachelor of Science ab.
Bis zum Frühjahr 2006 war Strempel Vorsitzende des DRK-Kreisverbandes Meißen. Von 2004/2005 bis 2012 war sie Präsidentin der Sächsischen Landesvereinigung für Gesundheitsförderung. Darüber hinaus war sie im Netzwerk gegen Darmkrebs und im Aufsichtsrat der Elbland Klinik Meißen GmbH. Strempel engagiert sich für Menschen mit seltenen Erkrankungen, etwa für Kinder und junge Menschen mit Mukoviszidose.
Karin Strempel ist evangelisch, geschieden und hat ein Kind.

## Politik
Karin Strempel wurde 1979 Mitglied der DDR-Blockpartei CDU. Von 1984 bis 1986 war sie Abgeordnete im Stadtbezirk Leipzig Nordost, von 1986 bis 1988 Abgeordnete des Bezirkstags Leipzig.
Nach der Wende und Wiedervereinigung gehörte Strempel dem Sächsischen Landtag ab der ersten Wahlperiode 1990 an. Sie zog stets über ein Direktmandat im Wahlkreis Meißen 1 in den Landtag eingezogen. In der 2. Wahlperiode war Strempel stellvertretende Vorsitzende des Haushalts- und Finanzausschusses. In der 3. Wahlperiode, von November 1999 bis Oktober 2004 war sie Vorsitzende des Ausschusses für Soziales, Gesundheit, Familie und Jugend. In der 4. Wahlperiode (2004–2009) war Strempel Mitglied im Haushalts- und Finanzausschuss, im Ausschuss für Soziales, Gesundheit, Familie, Frauen und Jugend sowie im 1. Untersuchungsausschuss der 4. Wahlperiode zur Landesbank Sachsen. In der 5. Wahlperiode war Strempel Mitglied im Ausschuss für Wirtschaft, Arbeit und Verkehr, im Ausschuss für Soziales und Verbraucherschutz sowie gesundheitspolitische Sprecherin ihrer Fraktion. Zur Landtagswahl 2014 stellte sie sich nicht mehr zur Wahl.